# Camponotus cocosensis
Camponotus cocosensis är en myrart som beskrevs av Wheeler 1919. Camponotus cocosensis ingår i släktet hästmyror, och familjen myror. Inga underarter finns listade.

## Bildgalleri

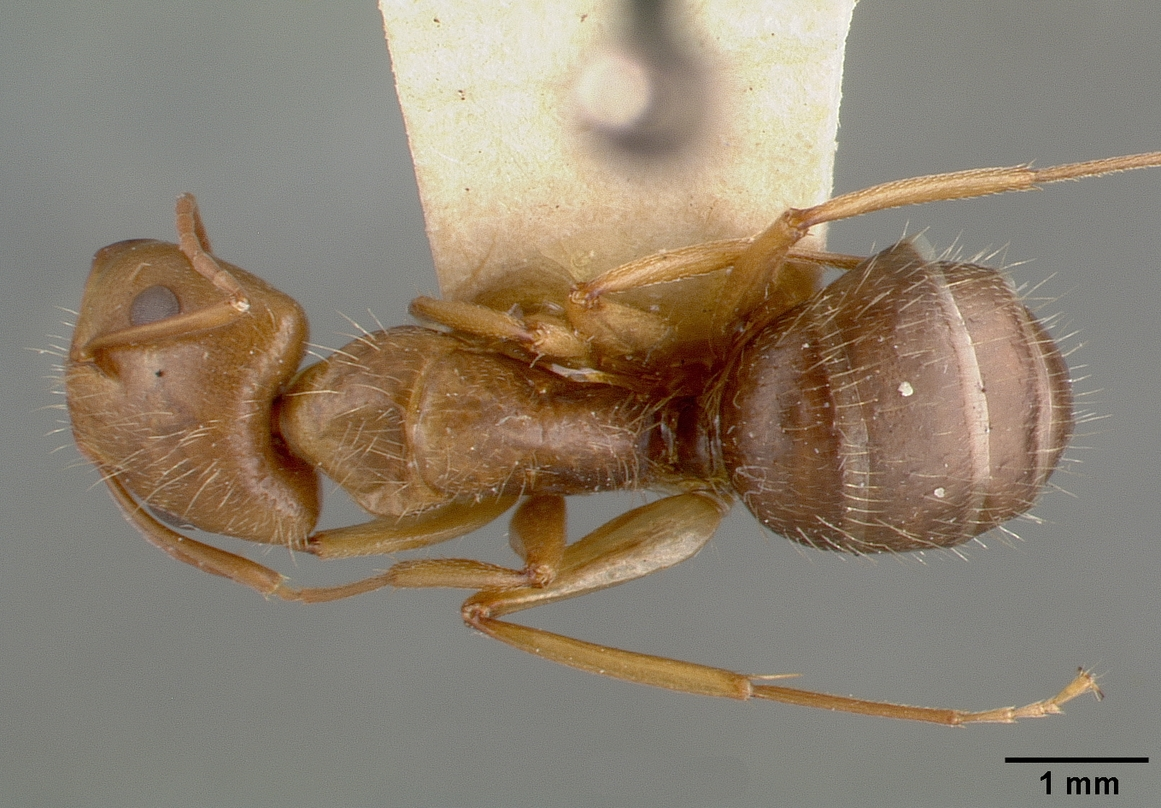
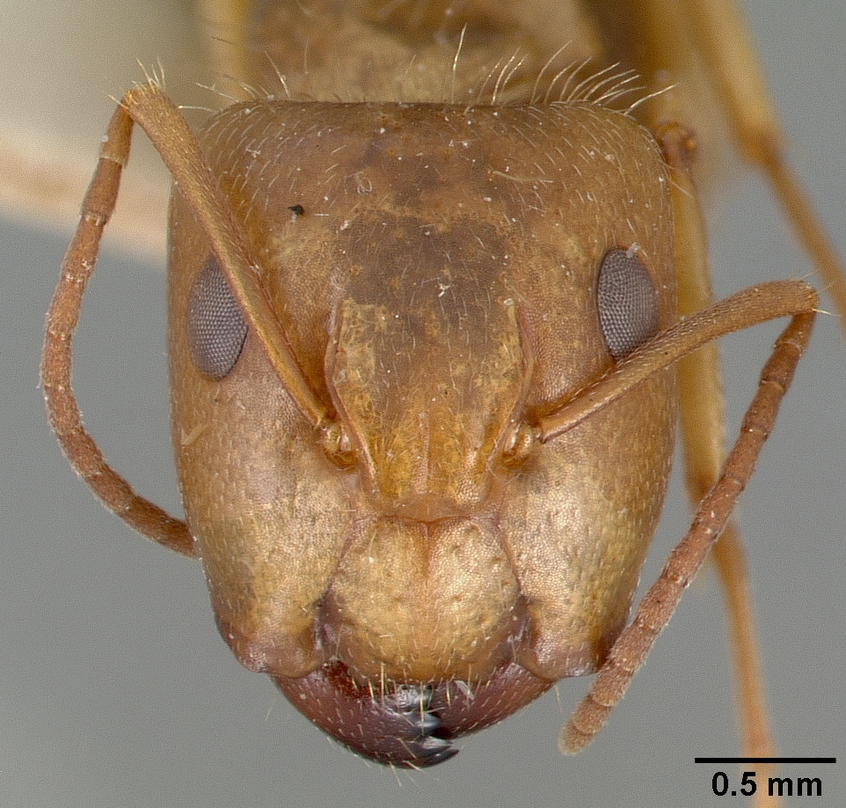
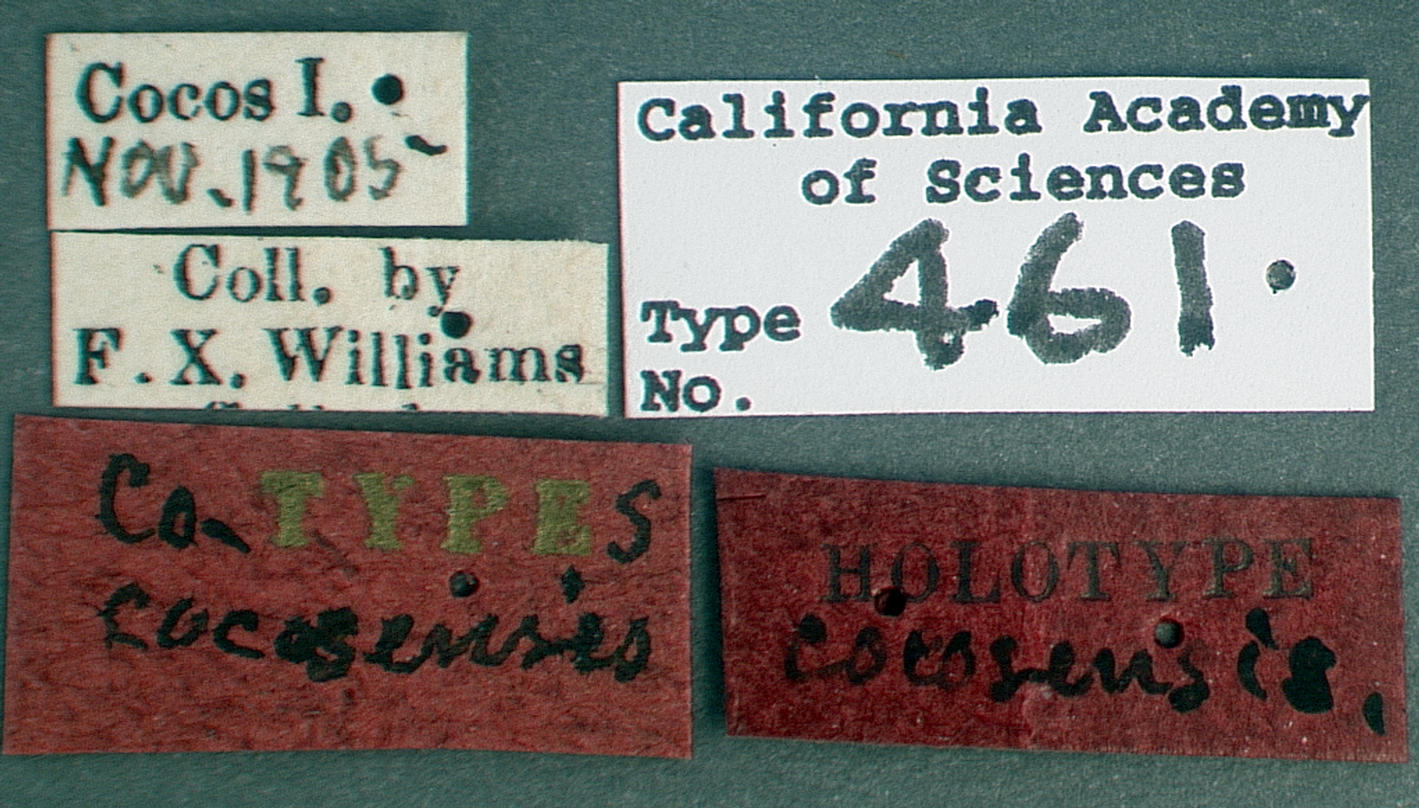
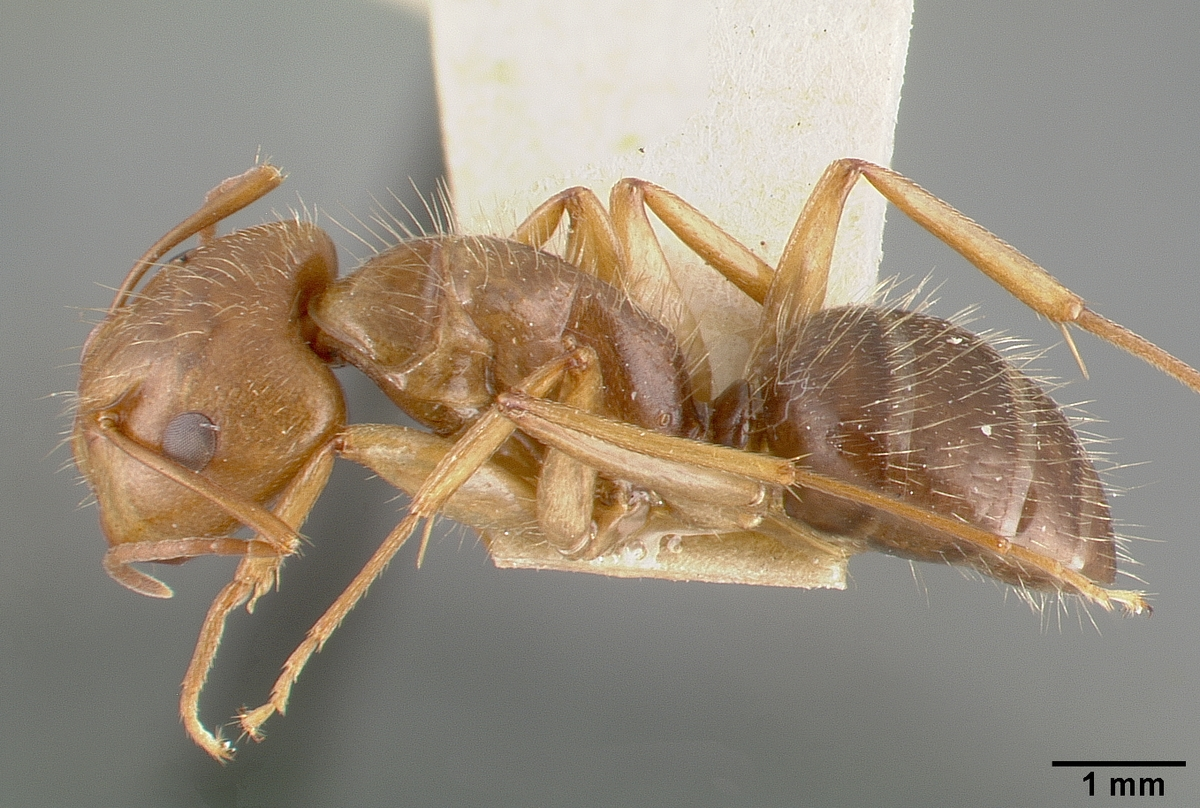
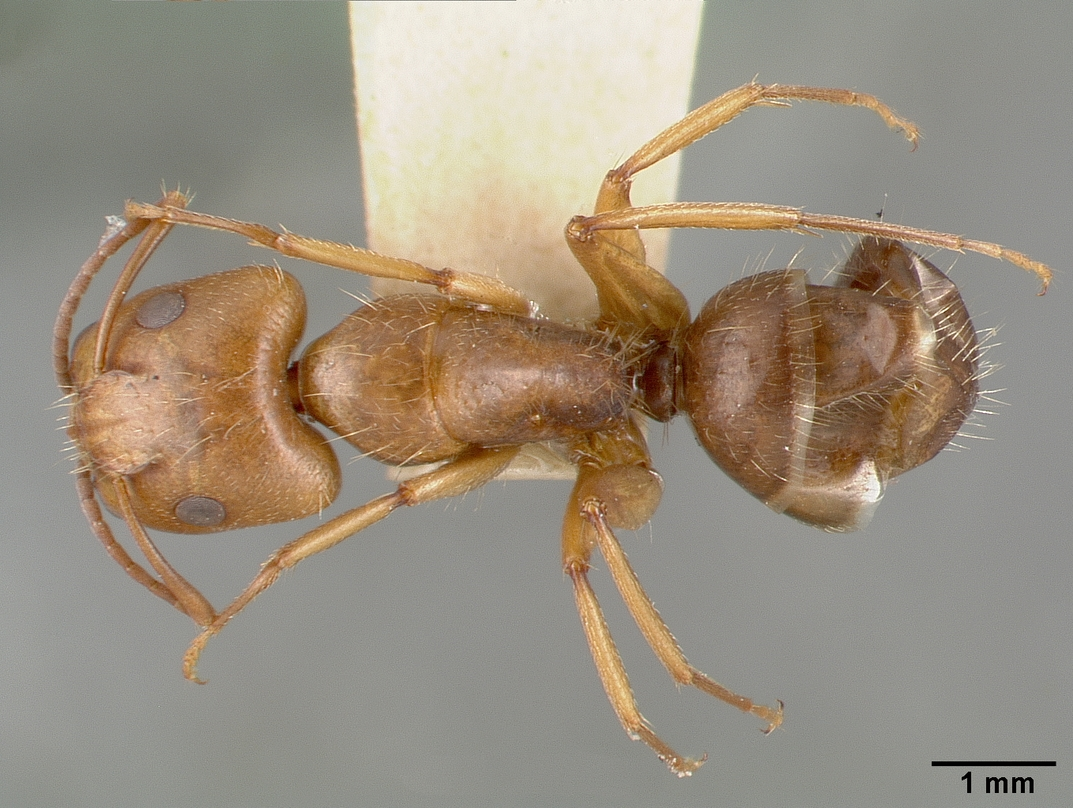
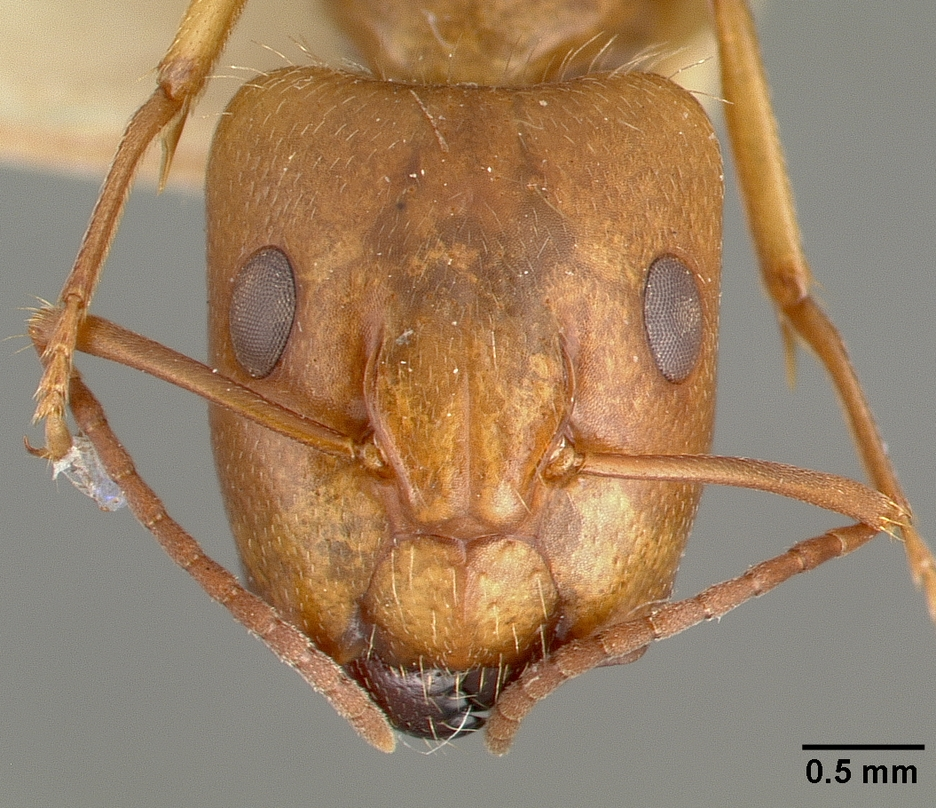